# I PLAY
i PLAY는 대한민국의 방송채널 사용사업자인 iHQ가 운영하는 텔레비전 채널이다.

## 슬로건
- The Better Life(LIFE N)
- Real Life, Real UHD(LIFE U)
- 연중 무휴 트렌드 맛집(SANDBOX+)
- 다시 되돌리고 싶은 순간(iHQ PLAY)

## 프로그램
- 몬스터 피시
- 내 이름은 캣디
- 징크스의 연인
- 식신로드

### 종영 프로그램
- 로마 스캔들
- 포쉬 웨이브
- 디자인 매거진 룸
- 양지훈 셰프의 더 팔레트
- 셰프 최현석의 크레이지 타임
- 하우징 스토리
- 헬로 FX
- 펫 스토리
- 불량주부
- 현영의 하이힐
- 순발력
- 동물이 산다
- 빈우의 트렌드 홀릭
- 스타뉴스
- 궁금타
- 희진의 러블리
- 맛있는 녀석들